# ناحیه کاسهسی
ناحیه کاسهسی (به لاتین: Kasese District) یک منطقهٔ مسکونی در اوگاندا است که در استان غربی، اوگاندا واقع شده‌است. ناحیه کاسهسی ۲٬۷۲۴ کیلومتر مربع مساحت و ۷۴۷٬۸۰۰ نفر جمعیت دارد.